# جداقية (تكاب)
جداقية هي قرية في مقاطعة تكاب، إيران. يقدر عدد سكانها بـ 144 نسمة بحسب إحصاء 2016.